# Henri-Léopold Lévy

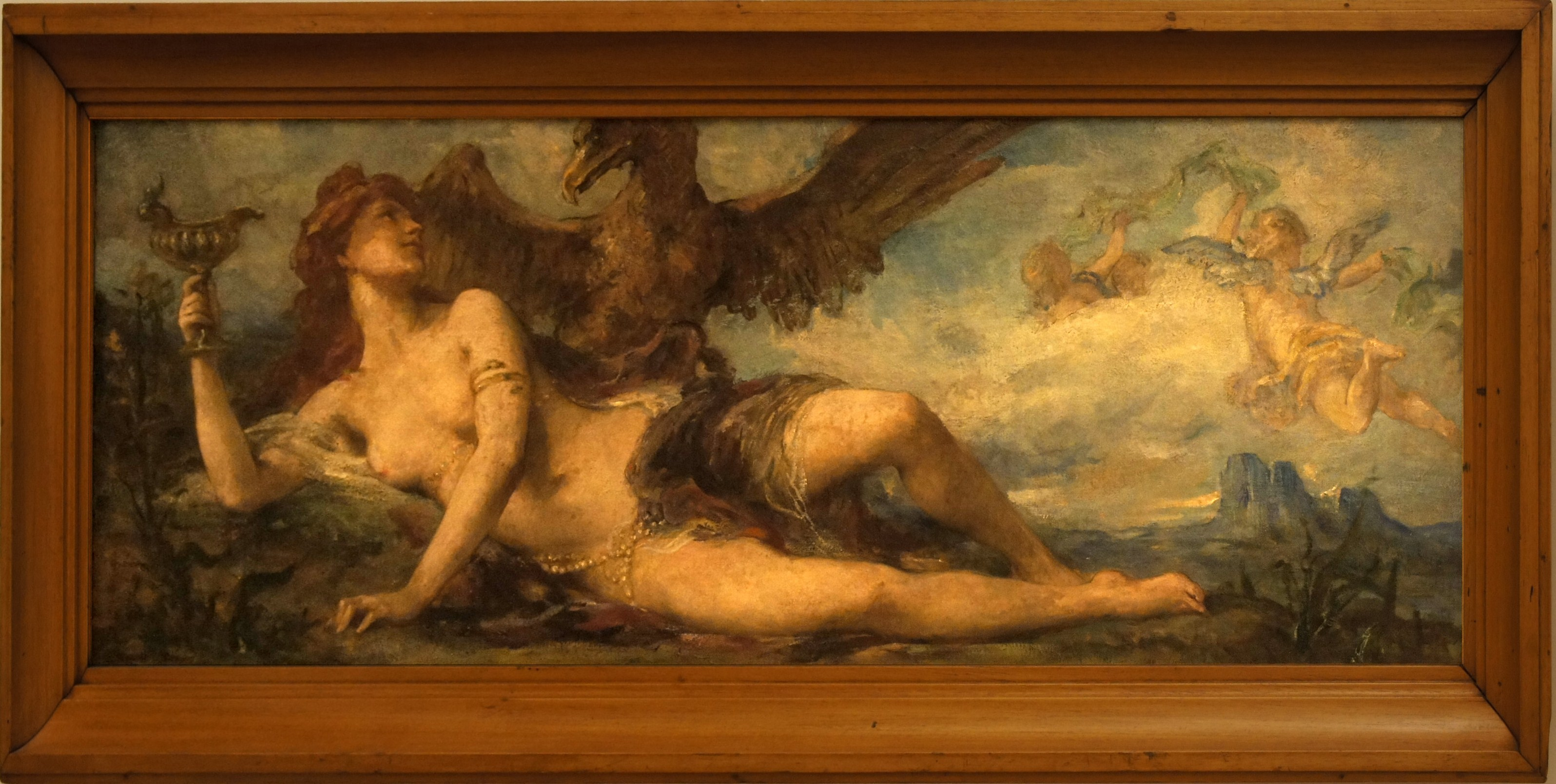
Hébé et l'aigle de Jupiter, 1900, musée des beaux-arts de Nancy.

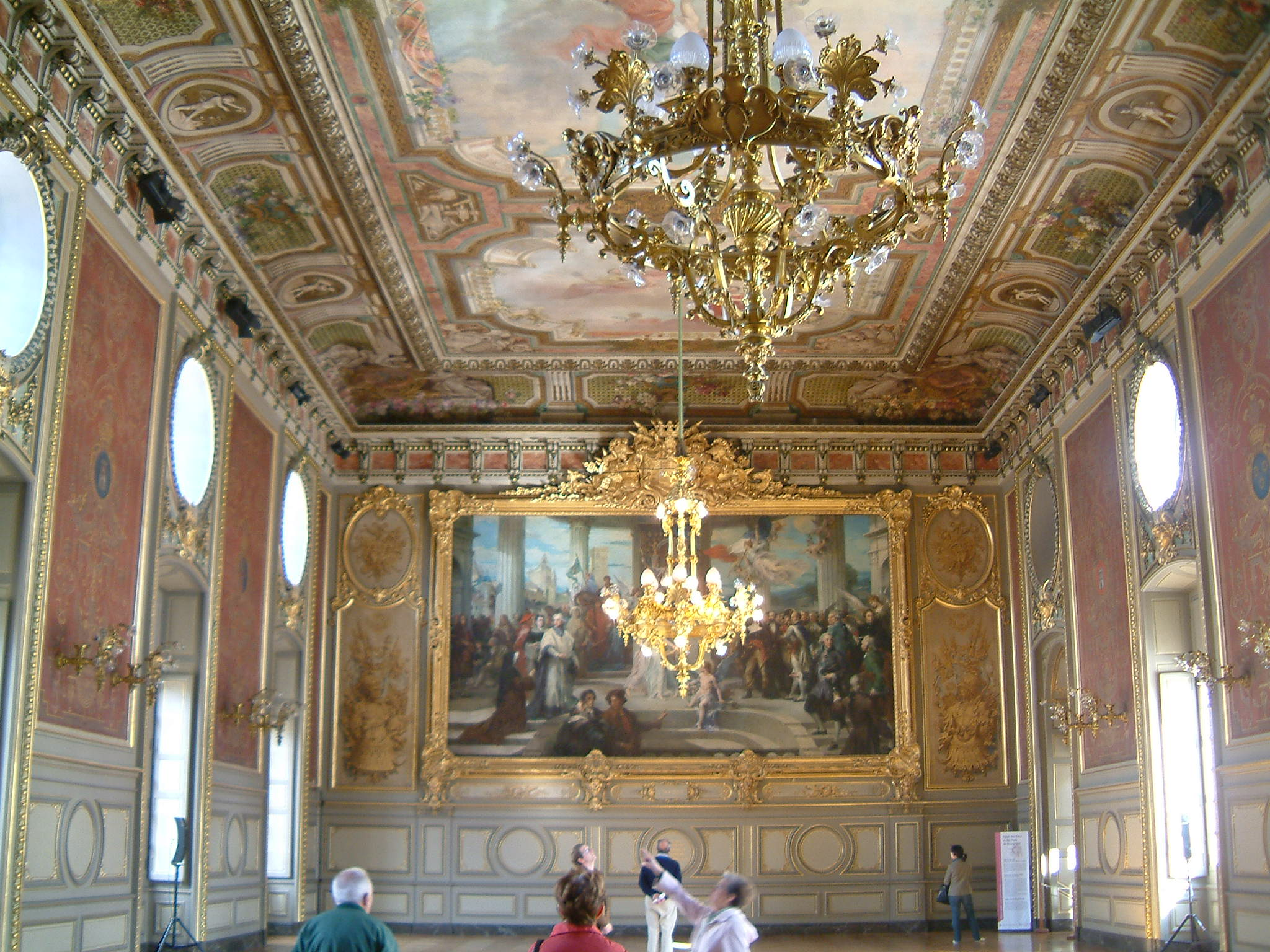
Étude pour les gloires de la Bourgogne, palais des ducs de Bourgogne, Dijon.

Henri-Léopold Lévy, (nascut a Nancy el 23 de setembre de 1840 i mort a París el 29 de desembre de 1904) va ser un pintor francès.

## Biografia
Henri-Léopold Lévy va entrar a l'Escola de Belles Arts de París als tallers de François-Édouard Picot, d'Alexandre Cabanel i d'Eugène Fromentin.
Va fer nombroses obres de temes històrics, bíblics i mitològics. Va debutar al Salon de 1865 amb l'obra Hécube retrouve au bord de la mer le corps de son fils Polydore i per ella va rebre la seva primera medalla. El 1872, per la seva pintura Hérodiade, va rebre la Légion d'honneur.
Lévy va fer nombroses composicions religioses com les pintures murals d'escenes de la vida de Sant Denis per l'església de Saint-Merri a París, o el Couronnement de Charlemagne (1881) destinat al Panthéon de Paris. També va ser l'autor de l'Étude pour les gloires de la Bourgogne a Dijon.

## Alumnes
- Henri Dabadie (1867-1949)
- Jeanne Donnadieu (1864-1941)
- Lluïsa Vidal i Puig (1876-1918)